# Tour Glòries
Pour les articles homonymes, voir Agbar.
La tour Glòries /ˈɡɫɔɾiəs/, anciennement tour Agbar /əɡˈbaɾ/, est un gratte-ciel de Barcelone en Espagne, datant du début du XXIe siècle. Elle a été dessinée par l'architecte français Jean Nouvel en collaboration avec la société b720 Fermín Vázquez Arquitectos. La tour a ouvert ses portes en juin 2005 et a été inaugurée officiellement par la famille royale d'Espagne le 16 septembre 2005.

## Histoire
Ce bâtiment abrite depuis sa création le siège de Grupo Agbar, la société des Eaux de Barcelone.
En 1999, le promoteur privé Inmobiliaria Layetana engage la construction de la tour. Le coût de la construction s'élève à 132 millions d'euros.
En 2007, la société Layetana vend la tour à la société patrimoniale Azurelau, pour un montant tenu secret.
En 2010, la société Azurelau vend la tour au Grupo Agbar, alors contrôlé à 75 % par la société française Suez Environnement, pour un montant de 165 millions d’euros.
Le 16 novembre 2013, il est annoncé que le gratte-ciel a été racheté par la chaîne hôtelière Hyatt et qu'il sera transformé en hôtel de luxe. La transaction s'élève à 150 millions d'euros,.
En janvier 2017, face à l'impossibilité d'obtenir une licence hôtelière, les promoteurs, Emin Capital et Westmont Hospitality, abandonnent le projet de transformer la tour en hôtel. La tour Glòries change également de main à cette annonce, puisque Merlin Properties rachète la tour à ces derniers pour un montant de 142 millions d'euros. La tour conserve sa fonction d'immeuble de bureaux et est renommée tour Glòries d'après le parc adjacent.
En mai 2018, la société américaine Facebook annonce l'installation des bureaux de sa filiale « anti-fake news » (Comptence Call Center ou CCC) dans 8 des étages de la tour Gloriès. La société américaine Oracle y a réservé 3 500 m2 de bureaux peu après.

## Données techniques
La tour est située sur l'avenue Diagonale. Cet emplacement, près de la place des Gloires catalanes, est considéré comme le centre de Barcelone dans les projets d'extension de l’architecte Ildefons Cerdà.
Elle offre 30 000 m2 de bureaux, 3 210 m2 pour les services techniques et 8 351 m2 destinés à des fonctions diverses, avec notamment un auditorium et des parkings, pour une superficie totale de 50 693 m2. La tour Glòries mesure 145 mètres de haut et comporte 38 étages, dont quatre en sous-sol.
Sa conception mêle différentes techniques en matière d'architecture : une structure en béton armé, entièrement recouverte d'une façade de verre, créant plus de 4 400 fenêtres. Le bâtiment possède, intégrés à sa façade, plus de 4 000 dispositifs de types DEL qui permettent la création d'images sur les parois extérieures (mise en lumière par Yann Kersalé). La tour s'éclaire différemment lors des équinoxes. De plus, des capteurs de température, placés à l'extérieur du gratte-ciel, permettent d'agir sur l'ouverture ou la fermeture des fenêtres, et par là même, de réduire la consommation d'énergie du dispositif d'air conditionné.

## Image
Cette tour est devenue l'un des bâtiments les plus remarquables de Barcelone, occupant désormais la troisième place en termes de hauteur, derrière l'hôtel Arts et la tour Mapfre, qui culminent tous deux à 154 mètres. La tour Glòries est appelée par les Barcelonais « le suppositoire » (supositori).
L'ambition délibérée de créer une icône pour la ville de Barcelone s'inscrit dans un contexte de profusion architecturale en Asie et dans les pays du Golfe, conduisant à choisir l'architecte de renommée internationale Jean Nouvel. La tour Glòries répond à l'architecte britannique Norman Foster, qui a fait sa marque de fabrique la production de « bâtiments symboliques », comme la tour de communication de Barcelone, ou encore le 30 St Mary Axe, appelée le Gherkin, le « cornichon » par les Londoniens.
Pour Jean Nouvel, le choix de cette forme s'inscrit dans la culture architecturale locale, puisque les architectes catalans, dont Gaudí, se sont approprié ces formes avant lui, en s'inspirant des montagnes de Montserrat situées à une soixantaine de kilomètres de Barcelone.

## Galerie

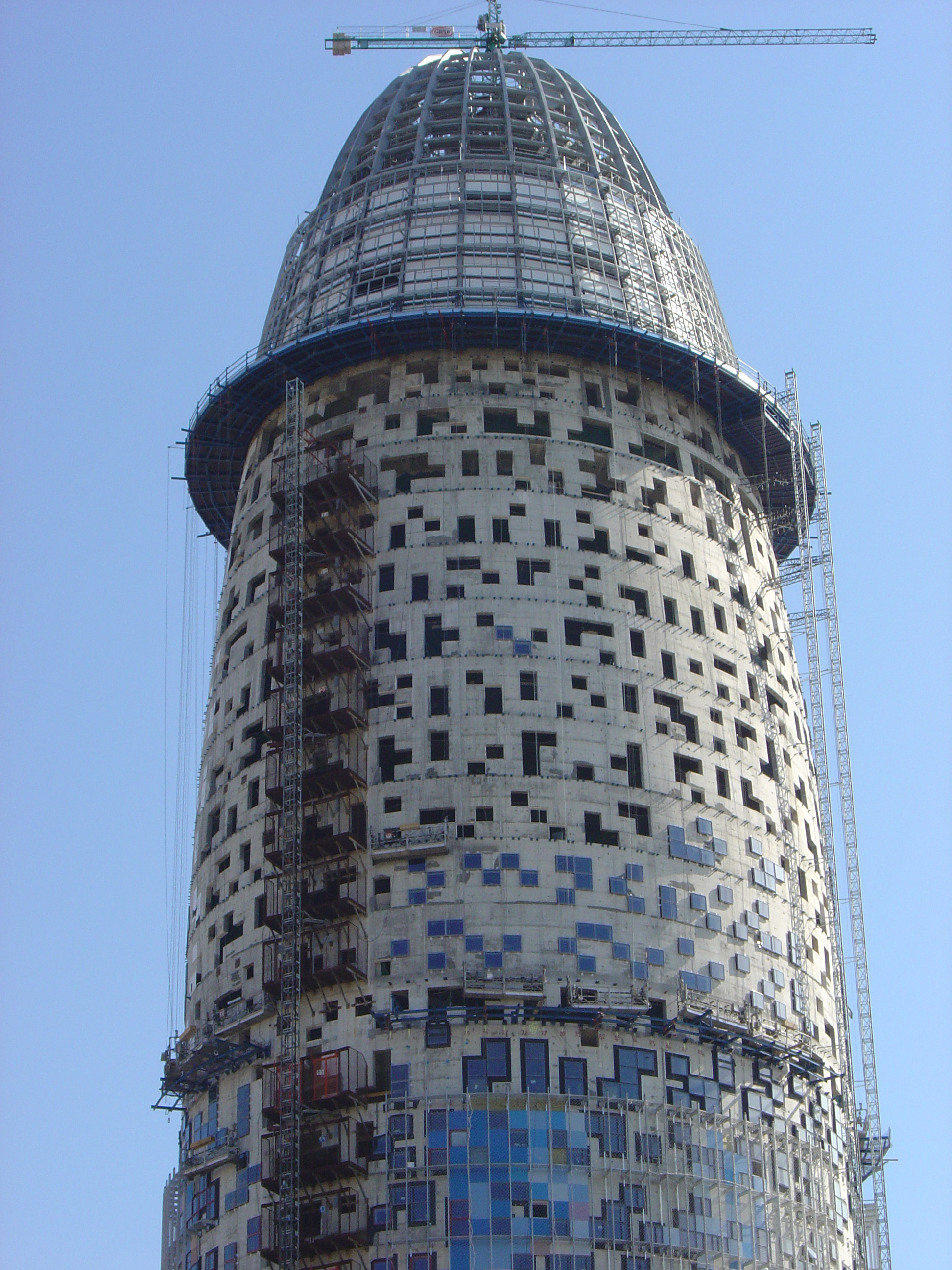
La tour Glòries en construction, 11 avril 2004
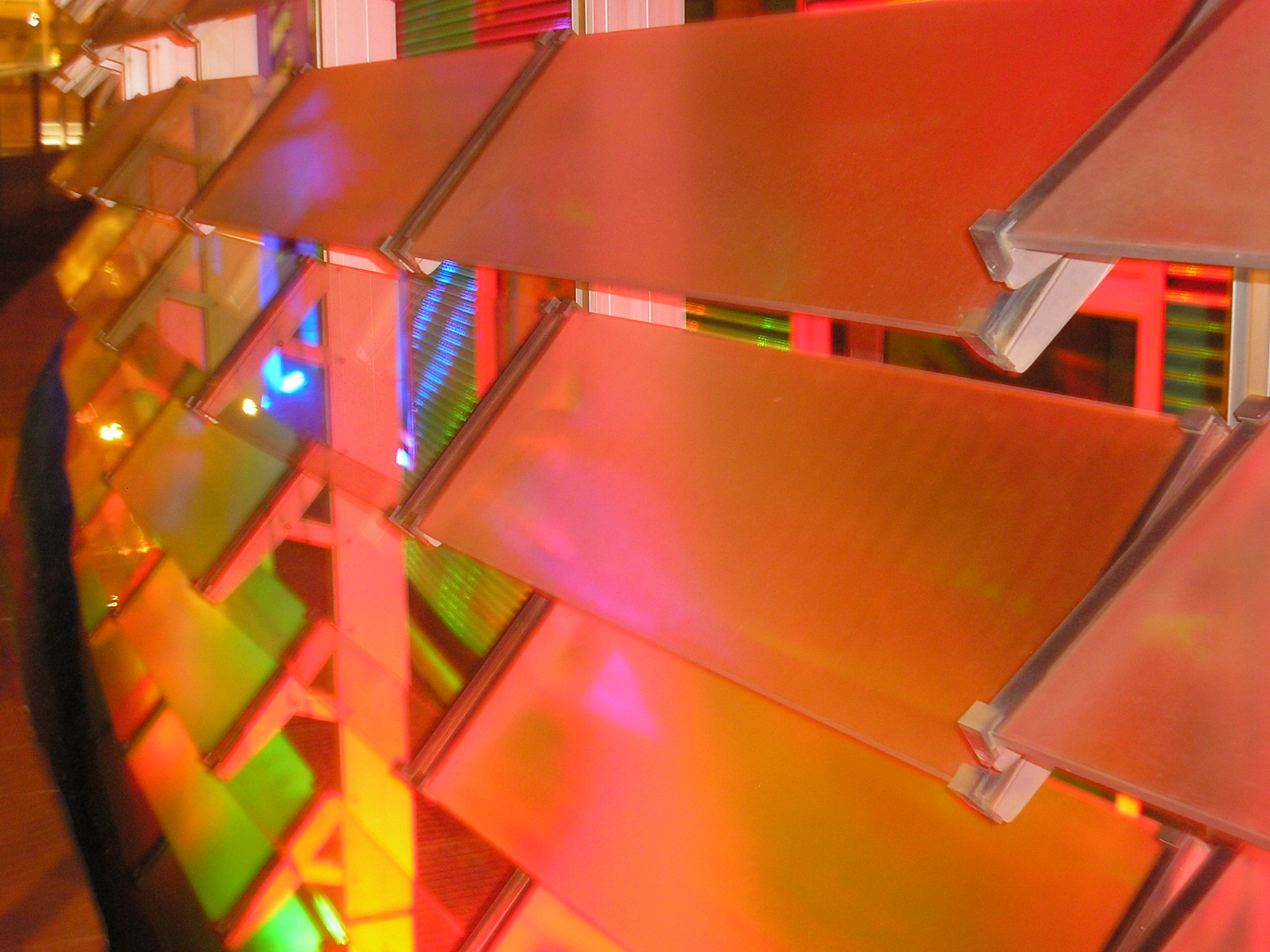
Panneaux mobiles qui reflètent les lumières artificielles de la tour Glòries
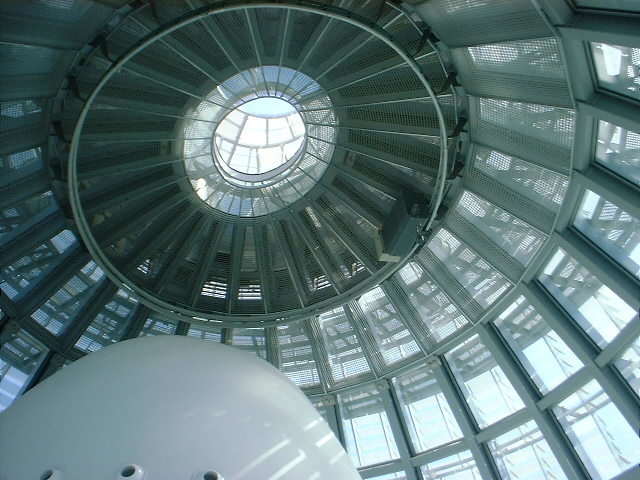
La coupole de verre et d'acier de la tour Glòries
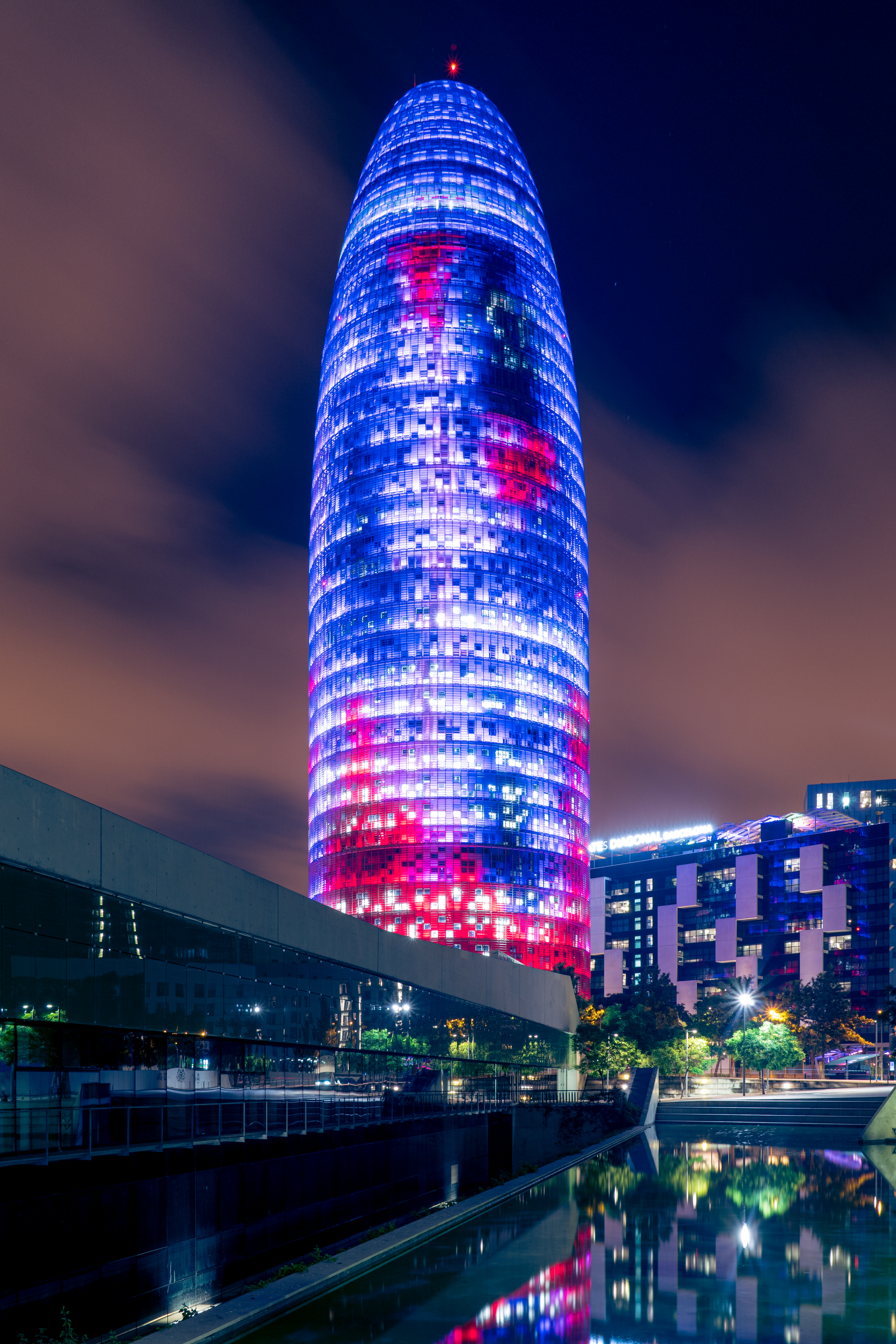
Couleurs nocturnes de la tour Glòries